# Henri Roemer
Henri Roemer   (26 de novembre de 1951 - 25 d'octubre de 2020) fou un dirigent esportiu i jugador de futbol luxemburguès.
Entre el 7 d'octubre de 1972 i el 27 de març de 1976 va defensar la Selecció luxemburguesa de futbol.
Entre 1998 i 2004 fou el President de la Federació Luxemburguesa de Futbol.